# Železniční trať Jongdžu–Kangnung

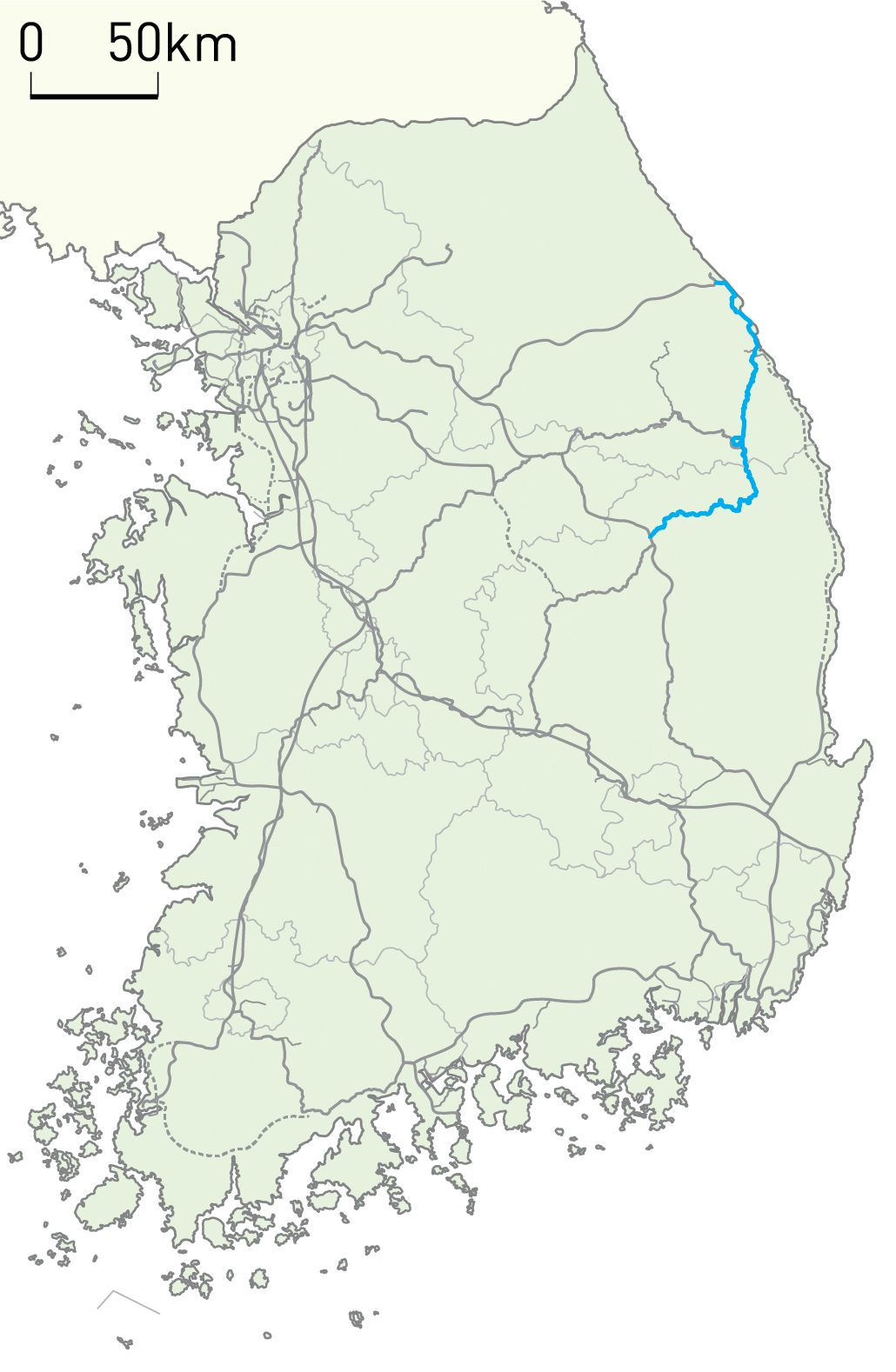
Trať na mapě Jižní Koreje

Železniční trať Jongdžu-Kangnung (zvaná korejsky 영동선 – Jŏngdong Sŏn) je železniční tratí v severovýchodní části Jižní Koreje. Vede z města Jongdžu v severní části provincie Severní Kjongsang na severovýchod do města Tonghe ležícího u břehu Japonského moře v provincii Kangwon a pak dále na sever víceméně rovnoběžně s pobřežím až do Kangnungu.
Přes Jongdžu po ní jezdí přímé vlaky ze Soulu a Pusanu do Kangnungu.